# Fjalers kommun
Fjalers kommun (norska: Fjaler kommune) är en kommun i landskapet Sunnfjord i Vestland fylke i västra Norge. Tätorten Dale utgör kommunens centralort.
Kommunen tillhörde tidigare dåvarande Sogn og Fjordane fylke.

## Administrativ historik
Ytre Holmedals kommun upprättades den 1 januari 1838 (som Yttre Holmedal formannskapsdistrikt) när Formannskapslovene från 1837 trädde i kraft. Kommunen omfattade de mellersta och östra delarna av nuvarande Fjalers kommun samt ett område i den sydöstra delen av nuvarande Askvolls kommun och ett område i den västra delen av nuvarande Sunnfjords kommun.
1912 bytte kommunen namn från Ytre Holmedals kommun till Fjalers kommun.
Den 1 januari 1990 överfördes ett bebott område söder om Dalsfjorden (grundkretsarna 0301 Fure, 0302 Folkestad och 0303 Våge med totalt 482 invånare) från Askvolls kommun till Fjalers kommun.
Samtidigt överfördes ett bebott område norr om Dalsfjorden (grundkretsarna 0101 Vårdal, 0102 Holmedal och 0103 Rivedal samt gårdsnummer 46 i grunnkrets 0209 Hestad med totalt 731 invånare) från Fjalers kommun till Askvolls kommun medan att annat bebott område norr om samma fjord (den återstående delen av grundkrets 0209 Hestad med 90 invånare) överfördes från Fjalers kommun till Gaulars kommun.
Fjalers kommun omfattar sedan gränsregleringarna 1990 enbart områden söder om Dalsfjorden medan Askvolls kommun enbart omfattar områden norr om den.

## Tätorter
I Fjalers kommun finns två tätorter:
- Dale (centralort)
- Flekke

## Socknar
Inom Norska kyrkan motsvaras Fjalers kommun av Fjalers socken i Sunnfjords prosteri i Bjørgvins stift.